# Bartolomé Llorens
Bartolomé Lloréns (Catarroja, Valencia, 13 de marzo de 1922–Catarroja, 31 de mayo de 1946) fue un poeta español de la promoción de posguerra.

## Biografía
Originario de la localidad valenciana de Catarroja, se trasladó a Madrid, donde entabló amistad con algunos poetas como Eugenio de Nora, Carlos Bousoño o José María Valverde.
Se relacionó también con los padrinos de esta generación de poetas, como Vicente Aleixandre y con Dámaso Alonso, del que fue discípulo. A pesar de esto, su nombre pasa desapercibido entre los estudios generales sobre la poesía española de posguerra.
Tras su muerte, fueron muchos los que elogiaron su figura, entre ellos, Dámaso Alonso, que se refirió a él en su discurso de ingreso en la Real Academia Española.